# Botschaft der Republik Ungarn (Bonn)

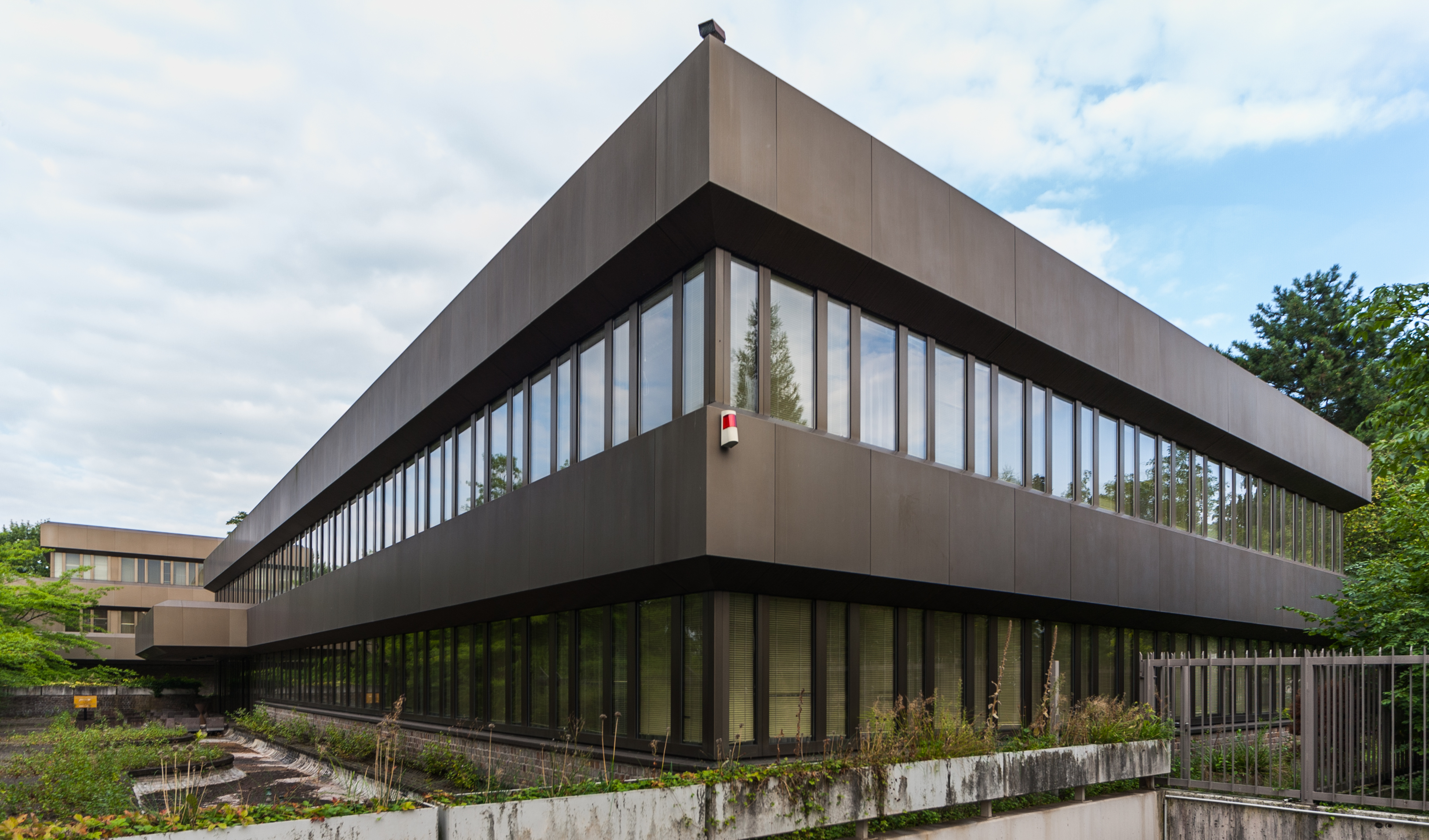
Ehemaliges Gebäude der ungarischen Botschaft (2013)

Die Botschaft der Republik Ungarn in der Bundesrepublik Deutschland (bis 1989 Volksrepublik Ungarn) hatte von 1984 bis 1999 ihren Sitz im Bonner Stadtbezirk Bad Godesberg. Das ehemalige Botschaftsgebäude, errichtet 1983/84, liegt im Ortsteil Plittersdorf nahe dem Rheinufer an der Turmstraße (Hausnummer 30). Es ist weiterhin im Besitz der Republik Ungarn.

## Geschichte
Ungarn und die Bundesrepublik Deutschland richteten auf Basis eines Abkommens vom 10. November 1963 gegenseitige Handelsvertretungen ein. Die ungarische Handelsvertretung nahm ihren Sitz in Köln im Stadtteil Neustadt-Süd (Hardefuststraße 7). Im Oktober 1969 erhielten die Handelsvertretungen im Zuge von Bemühungen zur Vertiefung der gegenseitigen Beziehungen die Befugnis, eine Visa- bzw. Konsularabteilung zu führen. 1973 zog die Handelsvertretung innerhalb Kölns an den Sachsenring 40 um, während die Visaabteilung am alten Standort verblieb. Nach der offiziellen Aufnahme diplomatischer Beziehungen zwischen beiden Ländern am 21. Dezember 1973 infolge des Beitritts der Bundesrepublik Deutschland zu den Vereinten Nationen eröffnete Ungarn am Standort der bisherigen Visaabteilung eine Botschaft am Regierungssitz Bonn, während die Handelsvertretung zur Handelsabteilung der neuen Botschaft umgewandelt wurde und weiterhin am Sachsenring beheimatet war. Die Residenz der Botschaft, Wohnsitz des Botschafters, befand sich zunächst im Kölner Stadtteil Braunsfeld (Friedrich-Schmidt-Straße 52a), wurde aber bereits 1974 in den Stadtteil Lindenthal (Robert-Koch-Straße 40–42) verlegt.
Als sich die ungarische Regierung auf eine längere Präsenz am Regierungssitz Bonn einzustellen begann, plante sie ab Ende der 1970er-Jahre einen Neubau von Botschaftskanzlei, Residenz und Konsulat im Bonner Stadtbezirk Bad Godesberg, dem räumlichen Schwerpunkt der diplomatischen Vertretungen. Ein entsprechendes Grundstück einer vormaligen Gärtnerei im Norden des Ortsteils Plittersdorf am Rande der amerikanischen Siedlung stellte die Bundesregierung Ungarn im Gegenzug für ein Grundstück in Budapest bereit, auf dem sie einen Neubau der bundesdeutschen Botschaft errichten konnte. Das neue ungarische Botschaftsgebäude entstand nach einem Entwurf des Wuppertaler Architekten Max R. Wenner bei Kosten von 12,5 Millionen D-Mark. Die offizielle Einweihung erfolgte am 13. Februar 1984. Die Handelsabteilung blieb weiterhin in Köln (Sachsenring 40) ansässig. 1984 wurde als Residenz der Botschaft ein Haus im Remagener Stadtteil Oberwinter (Rheinhöhenweg) angemietet, 1993 eine nahe am Stadtwald gelegene Villa in Bad Godesberg (Im Hohn 3) bezogen.
Im Zuge der Verlegung des Regierungssitzes zog die ungarische Botschaft im August 1999 nach Berlin um (→ Ungarische Botschaft in Berlin). In Bonn wurde zunächst eine Außenstelle der Botschaft mit der Konsularabteilung belassen, in der anfänglich sieben von 20 ungarischen Diplomaten in Deutschland tätig waren und die zuletzt noch mit einem Botschaftsrat und einem II. Sekretär besetzt war. Im Herbst 2006 wurde sie zugunsten des Generalkonsulats in Düsseldorf aufgegeben. Seither steht das vormalige Botschaftsgebäude leer, befindet sich aber weiterhin im Besitz von Ungarn und wird instand gehalten. Ende 2013 wurden Planungen eines Investors für einen Abriss des Gebäudes bekannt, auf dessen Grundstück Wohnhäuser entstehen sollten.

## Gebäude
Das ehemalige ungarische Botschaftsgebäude, errichtet auf einem 4.900 m² großen Grundstück, ist ein dreigeschossiger Bau auf L-förmigem Grundriss mit einer Fassade aus eloxiertem Aluminium. Die Nutzfläche des Gebäudes beträgt 4.100 m² bei einem Volumen von 20.000 m³. Die ursprüngliche Residenz des Botschafters befand sich in dem rheinseitigen Gebäudetrakt, von dem aus die Repräsentations- und Büroräume der Botschaftskanzlei zu der straßenseitig gelegenen Konsularabteilung überleiteten. Das Gebäude beinhaltete auch Wohnungen für die Botschaftsangehörigen.